# Базова величина (Білорусь)
Базова величина — це економічний показник в Білорусі, який визначає абстрактну цінність купівельної спроможності грошей, не пов'язану з оцінкою будь-яких конкретних матеріальних або нематеріальних благ.

## Історія
До 2002 року штрафи в Білорусі обчислювалися в кратності до мінімальної зарплати. У період з 1 січня 2000 р. по 1 січня 2002 зростання мінімальної зарплати склало більш ніж 450 %. Відповідна індексація штрафів виявилася неприйнятною. Тому в 2002 році було запроваджено інститут базової величини.

## Встановлення базової величини
Базова величина встановлюється відповідно до підпункту 1.3 п. 1 Декрету Президента Республіки Білорусь від 15 лютого 2002 р. N 3 «Про деякі питання регулювання мінімальної заробітної плати» Радою Міністрів Республіки Білорусь.

## Розмір базової величини
Розмір базової величини встановлюється Радою Міністрів Республіки Білорусь. Відповідно до Декрету № 3, базова величина «прив'язана» до тарифної ставки першого розряду.
| Дата       | Розмір (білоруських рублів) | Нормативний акт                                |
| 01.01.2019 | 25,5                        | Постанова Ради міністрів від 27.12.2018 № 956  |
| 01.01.2018 | 24,5                        | Постанова Ради міністрів від 22.12.2017 № 997  |
| 01.01.2017 | 23                          | Постанова Ради міністрів від 28.11.2016 № 974  |
| 01.07.2016 | 21                          | Постанова Ради міністрів від 27.06.2016 № 496  |
| 01.01.2016 | 210 000                     | Постанова Ради міністрів від 18.12.2015 № 1059 |
| 01.01.2015 | 180 000                     | Постанова Ради міністрів від 29.12.2014 № 1255 |
| 01.04.2014 | 150 000                     | Постанова Ради міністрів від 25.03.2014 № 255  |
| 01.10.2013 | 130 000                     | Постанова Ради міністрів від 26.09.2013 № 842  |
| 01.04.2012 | 100 000                     | Постанова Ради міністрів від 30.12.2011 № 1785 |
| 01.12.2007 | 35 000                      | Постанова Ради міністрів від 02.11.2007 № 1446 |
| 01.03.2006 | 31 000                      | Постанова Ради міністрів від 11.02.2006 № 189  |
| 01.11.2005 | 29 000                      | Постанова Ради міністрів від 05.10.2005 № 1100 |
| 01.04.2005 | 25 500                      | Постанова Ради міністрів від 28.03.2005 № 330  |
| 01.11.2004 | 24 000                      | Постанова Ради міністрів від 15.10.2004 № 1290 |
| 01.04.2004 | 19 000                      | Постанова Ради міністрів від 29.03.2004 № 346  |
| 17.01.2004 | 17 500                      | Постанова Ради міністрів від 12.01.2004 № 23   |
| 30.09.2003 | 16 500                      | Постанова Ради міністрів від 26.09.2003 № 1220 |
| 01.05.2003 | 14 000                      | Постанова Ради міністрів від 13.05.2003 № 630  |
| 01.03.2003 | 13 300                      | Постанова Ради міністрів від 27.02.2003 № 280  |
| 01.12.2002 | 12 000                      | Постанова Ради міністрів від 16.12.2002 № 1750 |
| 01.09.2002 | 11 100                      | Постанова Ради міністрів від 04.09.2002 № 1211 |
| 01.03.2002 | 10 000                      | Постанова Ради міністрів від 22.02.2002 № 243  |

## Сфера застосування базової величини
- Штрафи за порушення законодавства про працю;
- Соціальна допомога;
- Стипендії;
- Преміювання;
- Надбавки;
- Доплати.

Базова величина фігурує більш ніж в 300 нормативних правових актах як складова виплат на користь фізичних осіб та суб'єктів господарювання і регулюює трудові правовідносини. Базова величина використовується також як критерій визначення форми угод, укладених між громадянами. Крім того, вона є основою для обчислення державних мит.